# MLB All-Star Game 2022
Das MLB All-Star Game 2022 war die 92. Auflage des Major League Baseball All-Star Game zwischen den Auswahlteams der American League (AL) und der National League (NL). Es wurde im Dodger Stadium in Los Angeles ausgetragen. Am 3. Juli 2020 wurde den Dodgers die Gastgeberschaft als Ersatz für das wegen der COVID-19-Pandemie in den Vereinigten Staaten abgesagte All-Star Game 2020 zugesprochen.
Es war das zweite All-Star Game im Dodger Stadium und das vierte, das von den Dodgers veranstaltet wurde.